# Ein Kuss von Béatrice
Ein Kuss von Béatrice (Originaltitel: Sage Femme) ist eine Tragikomödie von Martin Provost. In den Hauptrollen spielen Catherine Deneuve als „Béatrice Sobolevski“ und Catherine Frot als „Claire Breton“.

## Handlung
Claire ist eine bodenständige Frau, die  als Hebamme arbeitet. Die Entbindungsklinik, in der sie angestellt ist, soll geschlossen werden. In ihrer Funktion und auch als alleinerziehende Mutter hat sie bereits viel vom Leben gesehen. Doch wird ihr Leben noch weiter auf dem Kopf gestellt: Auf einmal spaziert Béatrice zurück in ihr Leben. Béatrice ist die ehemalige Lebensgefährtin von Claires Vater. Sie liebt es, das Leben ausgiebig zu leben. Claires Vater hatte sich jedoch, nachdem Béatrice ihn verlassen hat, selbst umgebracht. Dadurch ist das Verhältnis zwischen den beiden Frauen belastet. Trotzdem und trotz der gegenteiligen Persönlichkeiten, kommt es wieder zur Annäherung. Denn Béatrice ist krank und hat keine Familie, die sie hierbei unterstützen könnte.

## Veröffentlichung und Produktion
Die Szenen mit den Geburten wurden in Belgien gedreht, da es in Frankreich gesetzlich verboten ist, Szenen mit Säuglingen zu drehen, die jünger als drei Monate alt sind.
Der Film wurde am 14. Februar 2017 bei den 67. Internationalen Filmfestspielen in Berlin (außer Konkurrenz) vorgestellt. und kam am 8. Juni 2017 in die deutschen Kinos.